# Antwerpener Bartzwerg
Der Antwerpener Bartzwerg ist eine in der zweiten Hälfte des 19. Jahrhunderts in Belgien erzüchtete bzw. rassisch veredelte Haushuhnrasse. Diese weltweit verbreitete Rasse existiert nur als Zwergform. Eine Großform existiert nicht. Daher wird sie auch als Urzwergrasse bezeichnet.
Es gibt insgesamt sechsundzwanzig Farbschläge dieses Huhns, als Besonderheit sind dabei die wachtelfarbigen zu nennen. Sie und die Abwandlungen dieses Farbenschlages stellen eine Besonderheit belgischer Hühner dar. 
Diese Zwerghühner haben ein ruhiges Wesen, werden sehr zutraulich und sind hochmobil. 
Als Rassemerkmal soll viel Körper vor den meist blau gefärbten Läufen (Ausnahme gesperbert, genetisch bedingt fleischfarbig) sein und möglichst wenig dahinter (2 Drittel zu 1 Drittel). Diese rosenkämmigen Hühner haben zudem einen vollen Backen- und Kinnbart. Daher sollte auch das Weichfutter nicht breiig sein, um ein Verkleben des Bartes und in der Folge Federpicken zu vermeiden. In der Haltung sind diese unkompliziert und legen fleißig für die Körpergröße sehr große Eier.
Nahe verwandte Rassen sind die Grubber Bartzwerge (schwanzlose Antwerpener), Ukkeler Bartzwerge (federfüßig und einfachkämmig), Everberger Bartzwerge (schwanzlose Ukkeler), Watermaalsche Bartzwerge (mit Schopf, dreigeteiltem Bart und dreifachdorn des Rosenkamms) und Bosvoorder Bartzwerge (schwanzlose Watermaalsche). In Deutschland sind im Moment nur die drei schwänzigen Varianten anerkannt.
Anerkannte Farbenschläge: (Stand 2024)
Schwarz, Weiß, Rot, Gelb, Perlgrau, Gesperbert, Blau-Gesäumt, Silber-Schwarzgesäumt, Wachtelfarbig, Blau-Wachtelfarbig, Silber-Wachtelfarbig, Perlgrau-Silberwachtelfarbig, Gelb-Schwarzcolumbia, Gelb-Blaucolumbia, Weiß-Schwarzcolumbia, Goldhalsig, Blau-Goldhalsig, Orangehalsig, Silberhalsig, Rotgesattelt, Schwarz-Weißgescheckt, Perlgrau-Weißgescheckt, Gold-Porzellanfarbig, Isabell-Porzellanfarbig, Gelb mit weißen Tupfen, Perlgrau-Gesperbert

## Bildgalerie

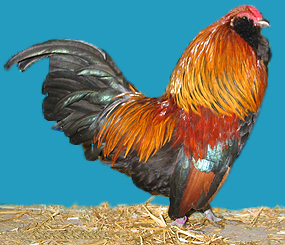
1,0 goldhalsig
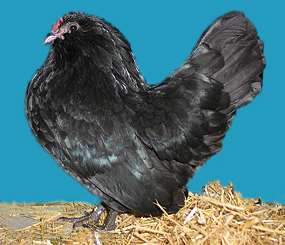
0,1 schwarz
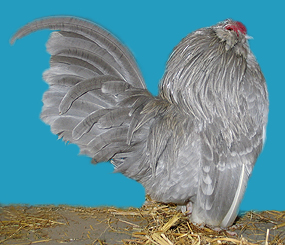
1,0 perlgrau-weissgescheckt
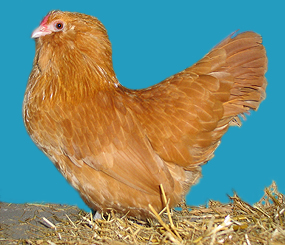
0,1 gelb
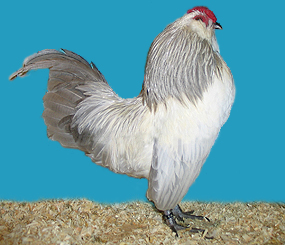
1,0 perlgrau-silberwachtelfarbig; Anerkennung (D) 2011
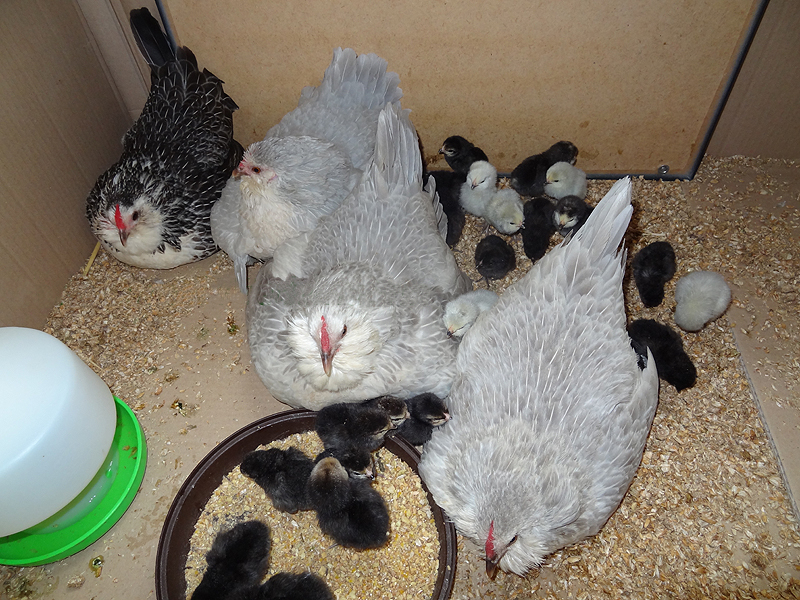
Natürliche Aufzucht - Hennen Antwerpener Bartzwerge mit Küken
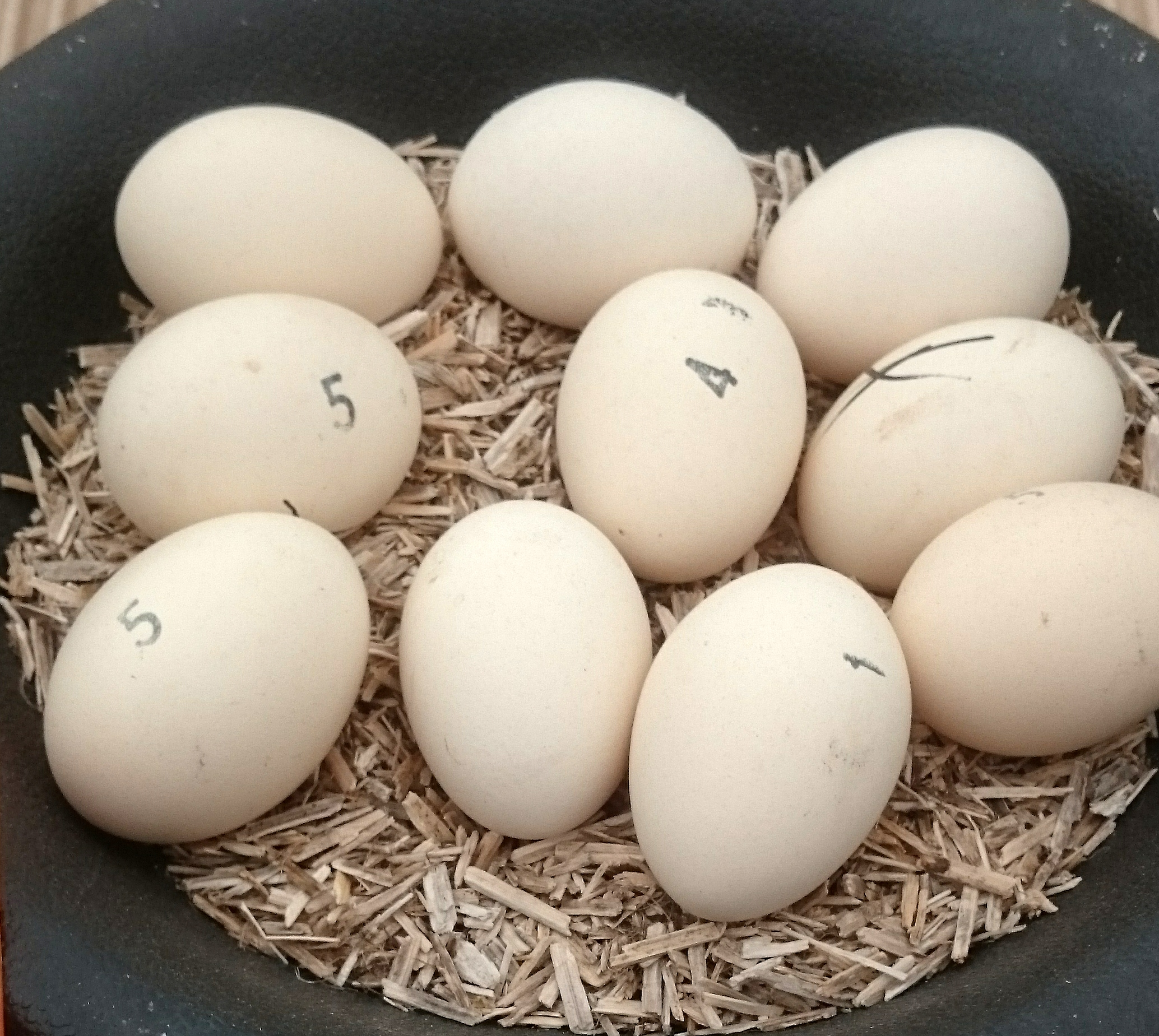
Eier
- Natürliche Aufzucht - Video